# セント・ドミニクの予言
『セント・ドミニクの予言』（原題：Saint Dominic's Preview）は、北アイルランド出身のシンガーソングライター、ヴァン・モリソンが1972年に発表した、ソロ名義では6作目のスタジオ・アルバム。

## 背景
「ジャッキー・ウィルソン・セッド」はR&B/ソウル歌手ジャッキー・ウィルソンに捧げられた曲で、ウィルソンの代表曲「Reet Petite」にインスパイアされた内容である。LPのA面を締めくくる「リッスン・トゥ・ザ・ライオン」とB面を締めくくる「オールモスト・インディペンデンス・デイ」は、いずれも10分を超える大作で、「リッスン・トゥ・ザ・ライオン」という言葉は、モリソンがライヴ・アルバム『Astral Weeks Live at the Hollywood Bowl』（2009年）をリリースした際の自主レーベルの名前にも使われた。「リッスン・トゥ・ザ・ライオン」には、前作『テュペロ・ハニー』でもギターを弾いたロニー・モントローズが参加しているが、モントローズは本作のリリース前にモリソンのバンドを脱退し、ボズ・スキャッグスのツアーに参加した。
収録曲のうち「ジプシー」、「リッスン・トゥ・ザ・ライオン」、「セント・ドミニクの予言」、「オールモスト・インディペンデンス・デイ」の4曲は、モリソンとテッド・テンプルマンが共同プロデュースした。

## 反響・評価
アメリカのBillboard 200では15位に達し、自身初の全米トップ20アルバムとなった。一方、本作からのシングル「ジャッキー・ウィルソン・セッド」はBillboard Hot 100で61位、「レッドウッド・トゥリー」は98位にとどまり、全米トップ40シングルは出なかった。
オランダのアルバム・チャートでは2週連続で10位を記録した。
Jason Ankenyはオールミュージックにおいて5点満点中4.5点を付け「"Listen to the Lion"と"Almost Independence Day"は、いずれもモリソンの初期の作品で見られた叙事詩的な神秘主義の探求に回帰しており、彼の最も根源的なパフォーマンスを提示した2曲である」と評している。また、スティーヴン・ホールデンは1972年8月31日付の『ローリング・ストーン』誌において「メロディの先読みが難しく、歌詞の深遠さを増しており、このアルバムは表面的には『テュペロ・ハニー』よりもずっと近寄りがたいが、全体的な内容は音楽的に豊かで冒険的になった」と評している。

## 収録曲
全曲ともヴァン・モリソン作。
Side 1
1. ジャッキー・ウィルソン・セッド - "Jackie Wilson Said (I'm in Heaven When You Smile)" – 3:00
2. ジプシー - "Gypsy" – 4:38
3. アイ・ウィル・ビー・ゼア - "I Will Be There" – 3:03
4. リッスン・トゥ・ザ・ライオン - "Listen to the Lion" – 11:08

Side 2
1. セント・ドミニクの予言 - "Saint Dominic's Preview" – 6:25
2. レッドウッド・トゥリー - "Redwood Tree" – 3:05
3. オールモスト・インディペンデンス・デイ - "Almost Independence Day" – 10:05

## 参加ミュージシャン
- ヴァン・モリソン - ボーカル、ギター、12弦ギター
- ジャック・シュローアー - サクソフォーン (on #1, #2, #3, #5, #6)
- ブーツ・ロルフ・ヒューストン - サクソフォーン (#1)、バックグラウンド・ボーカル (#4)
- ジュールス・ブルサード - サクソフォーン (on #2, #3, #5, #6)
- マーク・ナフタリン - ピアノ (on #1, #2, #7)、モーグ・シンセサイザー (#7)
- トム・ソールズベリー - ピアノ (on #3, #5, #6)、ハモンドオルガン (on #5)
- マーク・ジョーダン - ピアノ (on #4)
- バーニー・クラウス - モーグ・シンセサイザー (#7)
- ダグ・メッセンジャー - ギター (on #1, #2, #3, #5, #6)
- ロニー・モントローズ - ギター (#4)、バックグラウンド・ボーカル (on #4)
- ジョン・マクフィー - スティール・ギター (#5)
- ロン・エリオット - ギター (on #7)
- ビル・チャーチ - ベース (#1, #2, #3, #4, #5, #6)
- リロイ・ヴィネガー - ベース (on #7)
- リック・シュロッサー - ドラムス (on #1, #2)
- ゲイリー・マラバー - ドラムス (on #3, #5, #6)、ヴィブラフォン (on #4)、パーカッション (on #4)
- コニー・ケイ - ドラムス (on #4)
- リー・チャールトン - ドラムス (on #7)
- パット・オハラ - トロンボーン (on #2, #5)
- ジャネット・プラネット - バックグラウンド・ボーカル (on #2, #5, #6)
- エレン・シュローアー - バックグラウンド・ボーカル (on #2, #5, #6)
- マーク・スプリンガー - バックグラウンド・ボーカル (on #2, #5, #6)